# 仲田本通
仲田本通（なかたほんどおり）は、愛知県名古屋市千種区の地名。

## 歴史

### 町名の由来
仲田は旧古井村の字であり、昭和時代初頭に行われた耕地整理事業により道幅8間に整備された萱場仲田本通線に沿った町であった。

### 沿革
- 1935年（昭和10年）11月5日 - 東区千種町の一部により、同区仲田本通として成立[2]。
- 1936年（昭和11年）5月1日 - 東区千種町の一部を編入する[2]。
- 1937年（昭和12年）10月1日 - 千種区編入に伴い、同区仲田本通となる[2]。
- 1980年（昭和55年）11月23日 - 千種区仲田一丁目・仲田二丁目・池下一丁目・神田町・高見二丁目・若水一丁目にそれぞれ編入され消滅[2]。